# Zapovednik Kandalaksjski
Zapovednik Kandalaksjski (Russisch: Кандалакшский государственный природный заповедник) is een strikt natuurreservaat gelegen in de oblast Moermansk en Karelië in het noordwesten van Rusland. De oprichting tot zapovednik vond plaats op 7 september 1932 per besluit (№ 837/1932) van het Centraal Uitvoerend Comité van de Karelische ASSR. Het gebied bestaat uit dertien verschillende clusters, met een gezamenlijke oppervlakte van 705,27 km². Tien van deze clusters liggen dicht bij elkaar langs de Golf van Kandalaksja, een inham van de Witte Zee. De andere drie clusters liggen aan de Barentszzee in het noorden van het Kolaschiereiland.

## Geschiedenis
Zapovednik Kandalaksjski werd opgericht om de eider (Somateria mollissima) te beschermen. Voor de Russische Revolutie in 1917 was Rusland de grootste exporteur van eiderdons. Vanwege de structuur van het eiderdons is het een van de beste natuurlijke isolatiematerialen. De eider was echter het gemakkelijkst te vangen als ze op haar nest zat. Vaak werd de vogel gedood waarna de eieren werden meegenomen. Vanwege de grootschaligheid waarop dit gebeurde nam de eider vanaf het midden van de 18e eeuw in aantal af. In 1932 werd daarom een jachtreservaat opgezet om vogels die van commercieel belang zijn te beschermen, waarbij het vooral eiders betrof. In 1939 werd het jachtreservaat omgevormd tot een strikt natuurreservaat, wat betekende dat zowel de dieren als hun leefomgeving sindsdien volledig beschermd waren. In latere jaren werd het gebied verder uitgebreid en werden ook enkele gebieden in de Barentszzee toegevoegd aan het reservaat.

## Deelgebieden
Zapovednik Kandalaksjski telt 13 clusters, die verspreid rondom het Kolaschiereiland liggen. De clusters omvatten eilanden die vlak voor de kust liggen, schiereilanden en de wateren eromheen. Van de 705,27 km² aan beschermd gebied, behoort 495,83 km² tot de omringende kustwateren. De meeste van deze clusters zijn niet toegankelijk. Het cluster dat het dichtst bij Kandalaksja ligt is te bezoeken indien men in het bezit is van een vergunning (zie: Noten).

## Fauna
Op de Zeven Eilanden, gelegen in een van de noordelijke clusters aan de Barentszzee, zijn grote zeevogelkolonies aanwezig met soorten als kortbekzeekoet (Uria lomvia), alk (Alca torda), papegaaiduiker (Fratercula arctica), drieteenmeeuw (Rissa tridactyla) en noordse stern (Sterna paradisaea). Daarnaast broeden op bijna alle eilanden van Zapovednik Kanadalaksjski; eiders (Somateria mollissima), middelste zaagbekken (Mergus serrator) en zwarte zee-eenden (Melanitta nigra). Zeezoogdieren in de Golf van Kandalaksja zijn de baardrob (Erignathus barbatus) en ringelrob (Phoca hispida). In de Barentszzee zijn dit vooral grijze zeehonden (Halichoerus grypus) en geregeld ook de beloega (Delphinapterus leucas).